# نواه إليوت
نواه إليوت (بالإنجليزية: Noah Elliott)‏ هو متزلج على الثلوج أمريكي، ولد في 12 يوليو 1997 في برجتون في الولايات المتحدة.

## روابط خارجية
- نواه إليوت على موقع Paralympic.org (الإنجليزية)
- نواه إليوت على موقع IPC.InfostradaSports.com (مؤرشف) (الإنجليزية)
- نواه إليوت على موقع اللجنة الأولمبية والبارالمبية الأمريكية (الإنجليزية)